# Jimmy Lai
Jimmy Lai, de son vrai nom Lai Chee-ying (chinois simplifié : 黎智英 ; pinyin : Lí Zhìyīng, né le 8 décembre 1947), est un homme d'affaires hongkongais de nationalité britannique et taïwanaise. Fondateur de la chaîne de magasins de vêtements Giordano (en), de la société de médias Next Digital (en) (anciennement appelé Next Media), et du journal populaire Apple Daily, sa fortune est estimée en 2008 à 1,2 milliard $.
Il est également l'un des principaux contributeurs au camp pro-démocratie de Hong Kong, en particulier au Parti démocratique (en). Ses entreprises sont interdites en Chine et il est l'objet d'attaques[précision nécessaire] contre son domicile et arrêté à plusieurs reprises pour rassemblement illégal à Hong Kong.
Arrêté le 10 août 2020, sa libération sous caution lui est refusée et il est placé en détention le 3 décembre 2020. Il est condamné à 14 mois de prison en avril 2021. En décembre 2022, Lai est condamné à cinq ans et neuf mois de prison pour fraude. Il devrait sortir de prison en septembre 2028.

## Biographie
Né à Canton, Jimmy Lai est issu d'une famille ayant fait fortune dans le transport maritime. Mais en 1949, les communistes prennent le pouvoir et son père doit fuir à Hong Kong, tandis que sa mère est envoyée dans un camp de travail. À 6 ans, il travaille déjà afin d'acheter du riz puis à 9 ans devient porteur de valise à la gare de Canton. Il se décide à émigrer. À 12 ans, il arrive à Hong Kong, ayant réalisé le trajet à bord d'un bateau comme passager clandestin. À son arrivée, il commence à travailler dans une usine de textile pour 8 HK$ par mois.

### Fondation de Giordano
Il apprend sur le tas et gravit les échelons. Il devient progressivement directeur d'usine et, en 1975, il utilise sa prime de fin d'année sur les actions de Hong Kong pour lever des liquidités et rachète une usine de textile en faillite, Comitex, où il commence à fabriquer des pulls pour des clients tels que J. C. Penney, Montgomery Ward et autres détaillants américains.
En récompensant les revendeurs par des incitations financières à Hong Kong, il fait de sa chaîne un détaillant à l'échelle de l'Asie. Giordano compte alors plus de 8000 employés dans 2400 boutiques réparties sur 30 pays dans le monde.

### Publications
Jimmy Lai est le pionnier d'un modèle de publications utilisant le journalisme paparazzi, sur le modèle de USA Today et The Sun. Ses journaux les plus populaires, Next Magazine et Apple Daily, présentent un mélange de tabloïd racé et de nouvelles orientées vers le marché de masse avec beaucoup de couleurs et de graphiques qui attirent une grande variété de lecteurs. Toutefois, certains critiquent Lai et son idéologie[pourquoi ?].

### Publications hongkongaises
À la suite des manifestations de la place Tian'anmen de 1989, Jimmy Lai devient un défenseur de la démocratie et un critique du gouvernement de la république populaire de Chine. Il commence à publier Next Magazine (en), qui combine le sensationnalisme des tabloïds avec des reportages politiques et commerciaux percutants. Il fonde ensuite d'autres magazines, dont Sudden Weekly (en) (忽然一週), Eat & Travel Weekly (飲食男女), Trading Express/Auto Express (交易通/搵車快線) et Easy Finder (en) (壹本便利) en direction des jeunes.
En 1995, alors que la rétrocession de Hong Kong à la Chine approche, Jimmy Lai fonde Apple Daily, un journal start-up qu'il finance à hauteur de 100 millions HK$ de sa propre poche. Le tirage du journal passe à 400 000 exemplaires en 1997, ce qui en fait le deuxième du territoire parmi 60 autres journaux. Jimmy Lai aspire, selon lui, à maintenir la liberté d'expression à Hong Kong à travers Apple Daily. En plus de promouvoir la démocratie, les publications de Lai attaquent souvent les autres magnats de Hong Kong, en exposant leurs histoires personnelles et leurs relations avec le gouvernement local.
En 2003, avant les manifestations pro-démocratie sans précédent de Hong Kong en juillet, la couverture de Next Magazine présente un photomontage montrant le chef de l'exécutif de Hong Kong, Tung Chee-Hwa, recevant une tarte dans la figure. Le magazine exhorte les lecteurs à descendre dans la rue pour distribuer des autocollants Apple Daily appelant à la démission de Tung.
En 2006, Sudden Weekly et Next Magazine se hissent premier et second en termes de circulation sur le marché des magazines de Hong Kong. Apple Daily devient le deuxième journal de Hong Kong.
En 2020, Jimmy Lai lance une version en anglais de Apple Daily.
En décembre 2020, Jimmy Lai et deux autres dirigeants du groupe sont inculpés pour fraude car le bail des locaux d'Apple Daily n'est pas celui pour lesquels les locaux sont effectivement utilisés. Dans cette affaire, il est condamné à cinq ans et neuf mois de prison en décembre 2022.

### Publications taïwanaises
Jimmy Lai lance des versions taïwanaises de Next Magazine en 2001 et de Apple Daily en 2003, affrontant des rivaux bien établis qui font beaucoup d'efforts pour le contrecarrer. Des éditeurs concurrents font pression sur les annonceurs pour le boycotter et sur les distributeurs pour ne pas le livrer à domicile. Ses bureaux de Taiwan sont vandalisés à de nombreuses reprises. Au fur et à mesure que les publications attirent davantage de lecteurs, les boycotts publicitaires prennent fin.
En octobre 2006, Jimmy Lai lance Sharp Daily (en) (Shuang Bao en mandarin), un quotidien gratuit ciblant les travailleurs journaliers de Taipei. La compagnie lance également Me! Magazine à Taïwan.
En créant Apple Daily, le journal le plus populaire de Taiwan, ainsi que le magazine, Next Magazine, les publications osées de Jimmy Lai sont jugées comme ayant eu un grand impact sur la culture médiatique du pays jusque-là considérée comme au ralenti.

### Problèmes avec les autorités chinoises

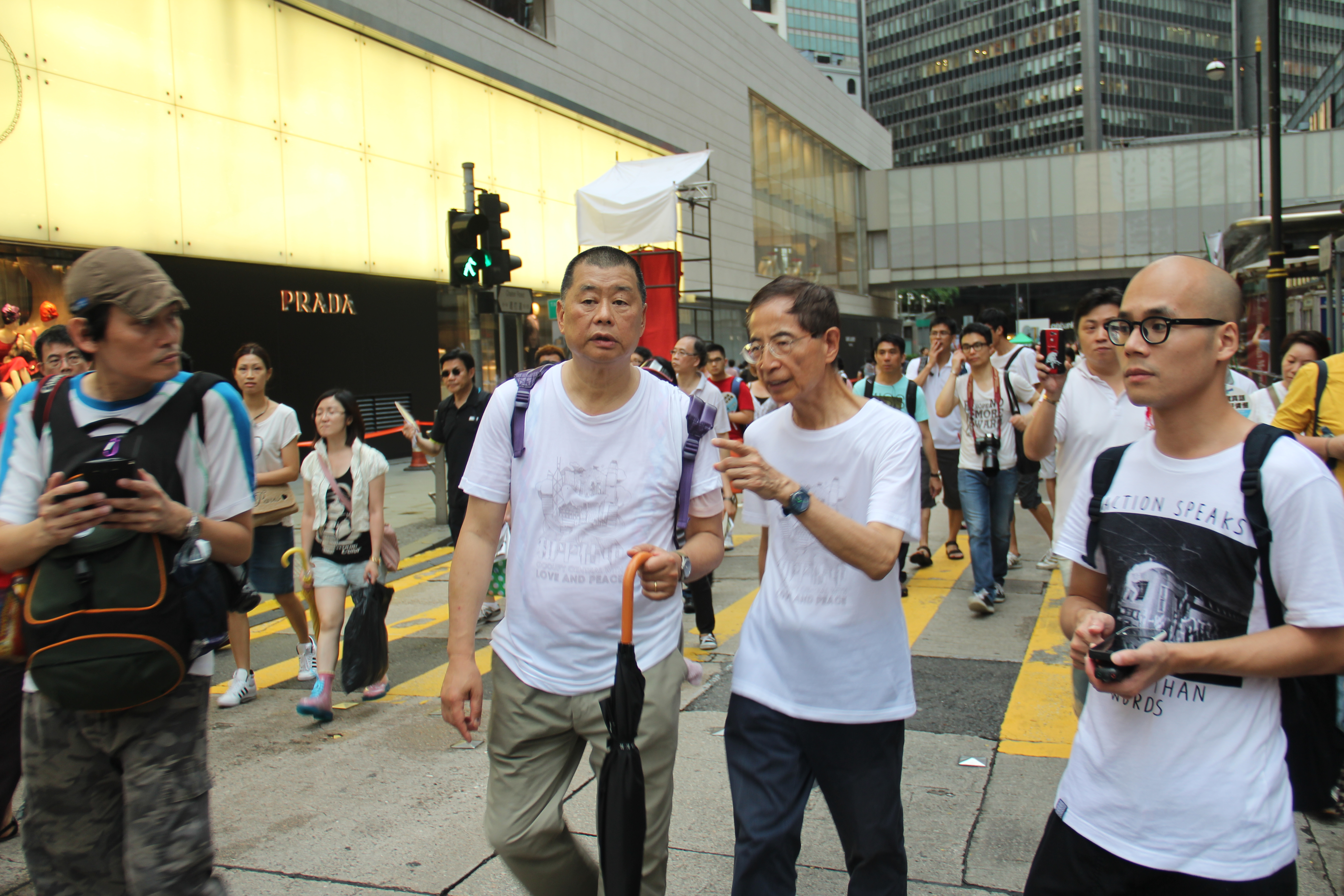
Lai et Martin Lee lors du défilé du 1er juillet à Hong Kong en 2013.

Les publications de Jimmy Lai restent interdites en Chine communiste depuis leur création. L'interdiction fait suite à sa chronique de 1994, dans laquelle il déclare que Li Peng, Premier ministre de la république populaire de Chine, considéré comme l'auteur de la répression de la place Tian'anmen, va « mourir ». Il décrit également le Parti communiste chinois comme un « monopole qui facture une prime pour un service médiocre ». Le gouvernement chinois riposte en fermant les magasins Giordano, ce qui l'incite à vendre l'entreprise qu'il avait fondée pour la sauver. En plus de voir ses publications interdites en Chine, les annonceurs refusent dorénavant de placer des publicités pour Apple Daily, afin d'éviter des représailles du gouvernement chinois,.
Jimmy Lai est fréquemment en butte à l'hostilité des nombreux magnats soutenus par Pékin, notamment à des tentatives pour forcer ses fournisseurs à boycotter ses entreprises. Les principaux promoteurs immobiliers et les grandes entreprises de Hong Kong ne font de publicité que dans les publications dont il n'est pas propriétaire. Il doit également affronter une vive opposition pour figurer à la Bourse de Hong Kong, que Lai esquive par une prise de contrôle inversée (en). Il réussit à inscrire la société en 1999 en acquérant le groupe Paramount Publishing en octobre de la même année,.

## Autres entreprises
Pendant la bulle Internet de la fin des années 1990, Jimmy Lai fonde adMart, un site de vente livrant à domicile. L'entreprise élargit sa gamme de produits au-delà de l'alimentaire, en incluant de l'électronique et des fournitures de bureau, mais doit fermer après avoir perdu entre 100 et 150 millions HK$. Jimmy Lai attribue cet échec à une trop grande confiance et à l'absence d'une stratégie commerciale viable.
En 2011, Next Media aurait vendu 70 % des parts de la filiale de Next Media Colored World Holdings (CWH, créée aux îles Vierges britanniques) à Sum Tat Ventures (STV, également créée aux îles Vierges britanniques), une société privée détenue à 100 % par Jimmy Lai. La valeur de CWH est estimée à 6,1 millions US$. STV paye 100 millions US$ en espèces pour 70% du capital de CWH. En 2013, STV verse 20 millions US$ supplémentaires en espèces pour les 30 % restants de CWH. CWH vend ses actifs et cesse ses activités en 2011. Au total, STV a payé 120 millions US$ en espèces pour CWH. Sur le formulaire de divulgation du formulaire 3B de Lai, STV est répertorié comme ayant la même adresse de correspondance que Next Media à Hong Kong.
Vers la fin 2013, Jimmy Lai dépense environ 73 millions US$ (ou 2,3 milliards NT$) pour acheter une participation de 2 % (~17 millions d'actions) du fabricant d'électronique taïwanais HTC.

## Activisme politique
Jimmy Lai est un soutien de longue date des mouvements pro-démocraties de Hong Kong,. Selon lui, c'est sa lecture de La Route de la servitude de Friedrich Hayek qui l'a inspiré pour se battre pour la recherche de la liberté. Son activisme s'exprime à travers ses entreprises, comme la distribution de t-shirts Giordano ornés de portraits de dirigeants de mouvements étudiants. Son soutien très médiatisé aux mouvements pro-démocratie est vivement condamné par le gouvernement chinois,.
Le 13 décembre 2014, Jimmy Lai est l'un des dirigeants pro-démocratie arrêtés lors du dispersement des manifestations de 2014 à Hong Kong. Le lendemain, il annonce qu'il démissionnera de la direction de Next Media « pour passer plus de temps avec sa famille et se consacrer à ses intérêts personnels ».

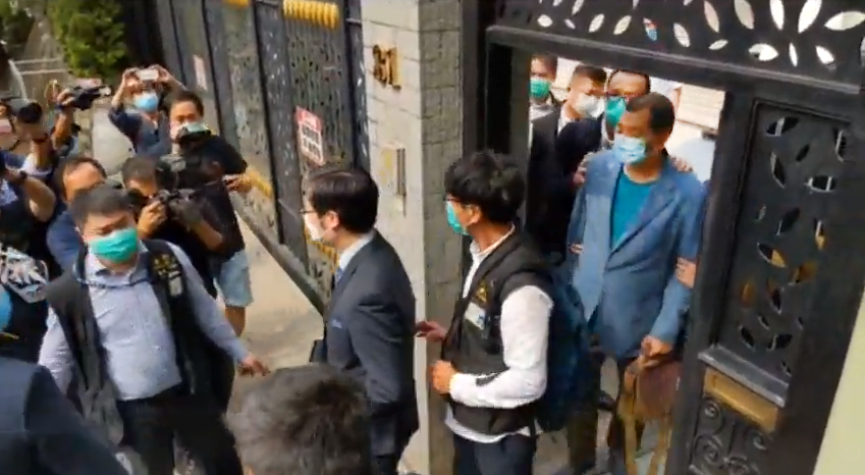
Arrestation de Jimmy Lai à son domicile le 18 avril 2020.

Jimmy Lai est la cible d'attaques, notamment avec des machettes, des haches, et de messages menaçants laissés dans la rue où il habite. Il est percuté par une voiture et sa maison est incendiée à plusieurs reprises, la dernière fois en 2019. Le porte-parole de Next Media, Mark Simon, condamne ces attaques et déclare qu'« il s'agit d'un effort continu pour intimider la presse à Hong Kong. Il s'agit d'une intimidation brute et pure ». Certains militants estiment que la police de Hong Kong et le gouvernement de Hong Kong, sous contrôle chinois depuis la rétrocession de 1997, ne donnent pas toujours suite à ces attaques contre Lai, et que les coupables sont rarement retrouvés.
Aux premières heures du 12 janvier 2015, deux hommes masqués lancent des bombes incendiaires sur le domicile de Lai sur l'avenue Kadoorie à Kowloon Tong (en). Au même moment, une autre bombe est lancée sur le siège de Next Media (en) à Tseung Kwan O Industrial Estate (en). Les incendies sont éteints par des agents de sécurité. Les auteurs s'enfuient et deux voitures utilisées dans les attaques sont retrouvées incendiées à Shek Kip Mei (en) et Cheung Sha Wan (en). Les crimes sont dénoncés comme une « atteinte à la liberté de la presse ».
Il fait également face à une accusation d'intimidation, prétendant qu'il aurait utilisé un langage grossier envers un journaliste en 2017. Son cas est entendu devant la cour le 5 mai. Le 18 avril, Jimmy Lai fait partie des 15 personnalités du camp pro-démocratie arrêtées à Hong Kong. Selon un communiqué de la police, son arrestation est fondée sur des soupçons d'organisation, de publicité ou de participation à plusieurs rassemblements non autorisés entre août et octobre 2019,. Le 28 février 2020, Lai est arrêté pour rassemblement illégal lors de sa participation aux manifestations de 2019-2020 à Hong Kong.
Jimmy Lai est à nouveau arrêté le 10 août 2020 en vertu de la récente loi sur la sécurité nationale de Hong Kong et son journal est perquisitionné. À la suite de son arrestation, les actions de son journal Apple Daily sont massivement achetées en signe de soutien, faisant monter l'action du groupe Next Media de plus de 800 %,.
Durant sa détention, le 17 février 2021, il est accusé d'avoir aidé à la tentative de fuite de 12 personnes interceptées en mer durant l'année 2020 qui tentaient de rejoindre Taiwan par bateau.
En avril 2021, Jimmy Lai est condamné à 12 mois de prison pour l'organisation de manifestations non autorisées. Le même jour, il est aussi condamné à huit mois de prison pour participation à une manifestation non autorisée. Les deux peines sont regroupées en une seule condamnation de 14 mois de prison.
Le 15 mai 2021, les autorités hongkongaises annoncent qu'elles ont gelé les avoirs de Jimmy Lai : d'une part, ses avoirs dans son groupe de presse, Next Digital et d'autre part l'argent détenu dans trois comptes, ouverts dans des banques locales et liés à des entreprises de Jimmy Lai. Quelques jours plus tard, il est à nouveau condamné à quatorze mois de prison avec d'autres militants du mouvement pro-démocratie pour avoir pris part en 2019 à une manifestation interdite le jour du 70e anniversaire de la Chine communiste.
Il manifeste son soutien à Donald Trump pour l’élection présidentielle américaine de 2020.
En décembre 2022, son procès pour atteinte à la loi sur la sécurité nationale de Hong Kong (et à une loi de l'époque britannique) est repoussé à septembre 2023, puis décembre 2023. Il est reproché à Jimmy Lai d'avoir demandé au gouvernement américain, dont il est réputé proche, de sanctionner la Chine à la suite de la mise en place de cette loi,. Jimmy Lai plaide non coupable.
En août 2023, sa condamnation (ainsi que celles de Lee Cheuk-yan (en), Margaret Ng, Leung Kwok-hung, Cyd Ho (en), Albert Ho et Martin Lee) d'avril 2021 pour organisation d'une manifestation non autorisée est annulée par la Cour d'appel (en). Toutefois, Jimmy Lai a déjà purgé la peine fixée par cette condamnation.
Un témoin visant Jimmy Lai, le militant pro-démocratie Andy Li, aurait subi des actes de torture.
Durant sa détention, Jimmy Lai renforce sa foi catholique.